# Нейросексизм
Нейросексизм — це теоретична наявність нейробіологічних відмінностей жіночого та чоловічого мозку, крім загальноговідомого факту, що жіночий мозок менший за чоловічий в середньому на 10%.
Цей термін був використаний науковицею Джиною Ріппон щодо наявності ґендерних стереотипів, які намагаються обґрунтувати різною морфологією та структурою мозку чоловіків та жінок.
Думки щодо нейросексизму розділилися на діаметрально протилежні.

## Прихильники теорії нейросексизму
Британська нейробіологиня Джина Ріппон висловила позицію, що відмінності між чоловічим та жіночим мозком це нейросексизм, і написала про це у своїй книзі «Гендерний мозок: нова нейронаука, що руйнує міф про жіночій мозок», яка була опублікована у 2019 році. Її підтримала Ліз Еліот — професорка нейробіології з Чиказького Університету медицини імені Розалінд Франклін. Вона вказує на «упереджені дослідження», які виникли через полювання на докази неповноцінності жінок у XIX столітті до пошуку підтверджень «взаємодоповнення» чоловіків і жінок у XXI-му. Згідно з цією теорією, жіночий мозок налаштований більше на емпатію та інтуїцію, а чоловічий — на розсудливість та дію. Для таких досліджень Еліот використовує термін «нейросексизм», який називає сексистським будь-яке твердження про те, що ґендерні відмінності мозку можуть впливати на особливості характеру й поведінки.
Вона підтримує теорію про те, що відмінності мозку чоловіків і жінок навʼязуються соціально. І для доказу наводить приклад дослідження, де діти до шести років мають засвоїти ґендерний стереотип, що талановиті жінки — це «робочі конячки», а чоловіки — «неприборкані генії». І це впливає на їхнє подальше життя й карʼєру.

## Опоненти теорії нейросексизму
Протилежну думку висловила науковиця Дебра Сох, доктор філософії з Йоркського університету в Торонто, яка вважає, що відмінності жіночого та чоловічого мозку потрібно вивчати з боку біології для того, щоб краще розуміти, як підтримувати жіноче та чоловіче здоров’я і закликає продовжувати дослідження мозку обох статей без прив’язки до ґендерних стереотипів. Для доведення своєї думки науковця наводить приклад дослідження, у сфері нейровізуалізації 2018 року, в якому взяли участь 5 216 людей, і воно показало структурні та функціональні відмінності мозку чоловіків та жінок. Інше дослідження у лютому 2019 року виявило різницю в обсязі сірої речовини мозку в залежності від статі кожного з 2 838 випробовуваних.